# 神奈川大学吹奏楽部
神奈川大学吹奏楽部（かながわだいがくすいそうがくぶ、Kanagawa University Symphonic Band）は、日本のアマチュア吹奏楽団。神奈川大学に属する吹奏楽クラブである。2024年時点で全日本吹奏楽コンクールに通算51回出場している（2位5回、3位1回、金賞33回、銀賞11回、銅賞1回）。

## 歴史
- 1938年 神奈川大学の前身である横浜専門学校のブラスバンド部として誕生、のちに部活動の活発化、コンサートバンドとしてのさらなる飛躍を期して吹奏楽部と改称
- 1954年 社会情勢により休止していた活動を再開し、神奈川大学吹奏楽部として再発足
- 1963年 全日本吹奏楽コンクール初出場
- 1978年 全日本吹奏楽コンクールで初の金賞受賞（指揮・小澤俊朗）
- 1988年 全日本吹奏楽コンクール5年連続金賞受賞を達成
- 1989年 初の海外公演を実施（アメリカ4都市5公演：ミネソタ、ワシントンD.C.、サンディエゴ、ロサンゼルス）
- 1995年
  - 2度目の全日本吹奏楽コンクール5年連続金賞受賞を達成
  - 浜松市で開催の第7回WASBE世界吹奏楽大会に出演
- 1996年 ハワイ・ホノルルにて公演
- 2000年 スペイン・ヴァレンシア国際吹奏楽コンクール（スペイン語版）に出場 スペシャルセクション第2位、その他3市で交流コンサート等開催
- 2003年
  - スウェーデン・イェンシェーピング開催の第11回WASBE世界吹奏楽大会に出演
  - オーストリア・シュラドミング開催の第6回 Mid Europe Festivalに出演
- 2004年
  - 第14回日本管打・吹奏楽アカデミー賞 演奏部門賞受賞[1]
  - アメリカ・シカゴ開催の第58回The Midwest Clinic ファイナルコンサートに初出演
- 2008年
  - スペイン・アルテア開催の第37回国際ブラスコンクールに出場
  - スペイン・リリア市民吹奏楽団とジョイントコンサート
  - フランス・ダンケルク市 サン・ジャン・パティスト教会にて 日仏修好150周年記念公演を開催
- 2012年
  - ドイツ・ベルリンフィルハーモニーホールで単独公演[2]
  - チェコ・スメタナ音楽祭に出演
- 2015年 オーストリア・ウィーン楽友協会開催の第9回ウィーン国際青少年音楽祭 Summa Cum Laude International Youth Music Festivalに出場[3]
- 2016年
  - ドイツ・ボンにあるベートーヴェンハレ（英語版）で単独公演を開催[4]
  - 第10回ウィーン国際青少年音楽祭 Symphonic Band部門第1位受賞[5]
- 2017年
  - 3度目の全日本吹奏楽コンクール5年連続金賞受賞を達成[6]
  - 東京都・昭和女子大学人見記念講堂開催の公益社団法人三州倶楽部 創立100周年・維新150年記念公演に出演[7][8]
- 2018年
  - 創部80周年、大学創立90周年[9][10]、小澤俊朗指導40周年
  - 没後100年となるドビュッシーの「海」を披露し、通算30回目の全日本吹奏楽コンクール金賞受賞[11][12]

## 全日本吹奏楽コンクールの成績

### 1963年 - 1969年
| 年   | 回 | 指揮者     | 課題曲                                                | 自由曲                                          | 賞         |
| ---- | -- | ---------- | ----------------------------------------------------- | ----------------------------------------------- | ---------- |
| 1963 | 11 | 佐々木邦夫 | 行進曲「希望」 川崎優                                 | ハイ・ビジョン レイナー                         | 3位        |
| 1964 | 12 | 高橋清     | バンドのための楽章「若人の歌」 兼田敏                 | アメリカン・サリュート グールド                 | 2位        |
| 1965 | 13 | 森田瑞彦   | シンフォニック・プレリュード A.リード                 | グラナダの庭 トローバ                           | 2位        |
| 1966 | 14 | 手塚勝美   | 吹奏楽のための小狂詩曲 大栗裕                         | 古典序曲 F.ゴセック                             | 2位        |
| 1967 | 15 | 小原琇     | 吹奏楽のための「ディヴェルティメント」 兼田敏         | バンドのためのシンフォニック・ソング R.ベネット | 2位        |
| 1968 | 16 | 杉目睦弘   | 吹奏楽のための幻想曲「移り気な五度のムード」 塚原哲夫 | 組曲「惑星」より 木星 G.ホルスト                | 入賞ならず |
| 1969 | 17 | 不出場     | 不出場                                                | 不出場                                          | 不出場     |

### 1970年 - 1979年
| 年   | 回 | 指揮者   | 課題曲                                  | 自由曲                                                             | 賞 |
| ---- | -- | -------- | --------------------------------------- | ------------------------------------------------------------------ | -- |
| 1970 | 18 | 原田俊治 | 音楽祭のプレリュード A.リード           | 太平洋の祭り＜平和の祭り＞ R.ニクソン                              | 銀 |
| 1971 | 19 | 甘粕敏一 | 行進曲「太陽の下に」 奥村一             | クイーン・シティ組曲 C.カーター                                    | 銀 |
| 1972 | 20 | 房野高広 | シンフォニック・ファンファーレ 三沢栄一 | 交響曲「メキシコの祭り」 H.O.リード                                | 銀 |
| 1973 | 21 | 田原清彦 | 吹奏楽のためのアラベスク 名取吾朗       | 仮面舞踏会 パーシケッティ                                          | 銀 |
| 1974 | 22 | 谷口剛範 | B:高度な技術への指標 河辺公一           | アレキーノ ブルーネリ                                              | 銀 |
| 1975 | 23 | 松崎明   | C:吹奏楽のための練習曲 小林徹           | ディエス・ナタリス ハンソン                                        | 銀 |
| 1976 | 24 | 松井昭彦 | C:カンティレーナ 保科洋                 | 楽劇「ニュルンベルクのマイスタージンガー」より 前奏曲 R.ワーグナー | 銅 |
| 1977 | 25 | 玉川繁樹 | B:吹奏楽のためのバーレスク 大栗裕       | 狂詩曲「ジェリコ」 グールド                                        | 銀 |
| 1978 | 26 | 小澤俊朗 | A:ジュビラーテ ジェイガー               | 3つの交響的素描「海」より 風と海との対話 ドビュッシー／小澤俊朗編  | 金 |
| 1979 | 27 | 小澤俊朗 | B:プレリュード 浦田健次郎               | 「夜想曲」より 第2楽章「祭り」 ドビュッシー／小澤俊朗編            | 金 |

### 1980年 - 1989年
| 年   | 回 | 出演順 団体数 | 指揮者   | 課題曲 | 自由曲 | 賞 |
| ---- | -- | ------------- | -------- | --- | --- | --- |
| 1980 | 28 |               | 小澤俊朗 | D:行進曲「オーバー・ザ・ギャラクシー」 斎藤高順                                                                                                 | 道化師の朝の歌 ラヴェル | 関東大会:金 (代表ならず) |
| 1981 | 29 |               | 小澤俊朗 | B:東北地方の民謡によるコラージュ 櫛田胅之扶 | 交響詩「英雄の生涯」より R.シュトラウス | 関東大会:金 (代表ならず) |
| 1982 | 30 | 5/12          | 小澤俊朗 | B:序奏とアレグロ 木下牧子 | ディオニソスの祭 シュミット | 金 |
| 1983 | 31 | 3/10          | 小林敏史 | C:カドリーユ 後藤洋 | フェスティヴァル・ヴァリエーション C.T.スミス                                                                                                   | 銀 |
| 1984 | 32 | 8/9           | 小澤俊朗 | A:変容―断章 池上敏 | 交響組曲「寄港地」より II.チュニス―ネフタ III.ヴァレンシア イベール／デュポン編                                                                 | 金 |
| 1985 | 33 | 1/11          | 小澤俊朗 | B:吹奏楽のための交響詩「波の見える風景」 真島俊夫                                                                                               | バレエ音楽「ロメオとジュリエット」より モンタギュー家とキャピュレット家、タイボルトの死 プロコフィエフ／磯崎敦博編                              | 金 |
| 1986 | 34 | 6/12          | 小澤俊朗 | C:吹奏楽のための序曲 間宮芳生 | 交響詩「ローマの祭」より I.チルチェンセス IV.主顕祭 レスピーギ／磯崎敦博編                                                                      | 金 |
| 1987 | 35 | 9/11          | 杉山晃   | A:風紋 保科洋 | バレエ音楽「ダフニスとクロエ」第2組曲より 夜明け、全員の踊り ラヴェル／ブートリー編                                                             | 金 |
| 1988 | 36 | 11/11         | 小澤俊朗 | A:吹奏楽のための「深層の祭」 三善晃 | 楽劇「サロメ」より 七つのヴェールの踊り R.シュトラウス／ハインズレー編                                                                          | 金 |
| 1989 | 37 |               | 小澤俊朗 | 【5年連続金賞受賞記念特別演奏】 行進曲「友情の絆」 / M.ローガン 前奏曲「アプローズ」 / 真島俊夫 シンフォニックジャズ組曲 / F.ベンクリシュートー | 【5年連続金賞受賞記念特別演奏】 行進曲「友情の絆」 / M.ローガン 前奏曲「アプローズ」 / 真島俊夫 シンフォニックジャズ組曲 / F.ベンクリシュートー | 【5年連続金賞受賞記念特別演奏】 行進曲「友情の絆」 / M.ローガン 前奏曲「アプローズ」 / 真島俊夫 シンフォニックジャズ組曲 / F.ベンクリシュートー |

### 1990年 - 1999年
| 年   | 回 | 出演順 団体数 | 指揮者   | 課題曲 | 自由曲 | 賞 |
| ---- | -- | ------------- | -------- | --- | --- | --- |
| 1990 | 38 | 5/11          | 小澤俊朗 | A:ランドスケイプ―吹奏楽のために 池辺晋一郎                                                                                      | 3つの交響的素描「海」より 風と海との対話 ドビュッシー／小澤俊朗編                                                               | 金 |
| 1991 | 39 | 5/11          | 小澤俊朗 | A:吹奏楽のための「斜影の遺跡」 河出智希                                                                                         | バレエ音楽「ダフニスとクロエ」第2組曲より 夜明け、全員の踊り ラヴェル／ブートリー編                                             | 金 |
| 1992 | 40 | 8/12          | 小澤俊朗 | A:ネレイデス 田中賢 | 交響詩「ローマの噴水」 レスピーギ／磯崎敦博編                                                                                   | 金 |
| 1993 | 41 | 6/12          | 小澤俊朗 | III:マーチ「潮煙」 上岡洋一 | ディオニソスの祭 シュミット | 金 |
| 1994 | 42 | 1/11          | 小澤俊朗 | III:饗応夫人-太宰治作「饗応夫人」のための音楽 田村文生                                                                          | スペイン狂詩曲 より IV.祭り ラヴェル／八田泰一編                                                                                | 金 |
| 1995 | 43 |               | 小澤俊朗 | 【5年連続金賞受賞記念特別演奏】 ウイーン市祝典曲 / R.シュトラウス 行進曲「忠誠」 / J.P.スーザ 「交響三章」より 第3楽章 / 三善晃 | 【5年連続金賞受賞記念特別演奏】 ウイーン市祝典曲 / R.シュトラウス 行進曲「忠誠」 / J.P.スーザ 「交響三章」より 第3楽章 / 三善晃 | 【5年連続金賞受賞記念特別演奏】 ウイーン市祝典曲 / R.シュトラウス 行進曲「忠誠」 / J.P.スーザ 「交響三章」より 第3楽章 / 三善晃 |
| 1996 | 44 | 不出場        | 不出場   | 不出場 | 不出場 | 不出場 |
| 1997 | 45 | 2/12          | 小澤俊朗 | III:五月の風 真島俊夫 | 管弦楽のための映像「イベリア」より ドビュッシー／小澤俊朗編                                                                     | 銀 |
| 1998 | 46 | 5/12          | 小澤俊朗 | II:稲穂の波 福島弘和 | 楽劇「サロメ」より 7つのヴェールの踊り R.シュトラウス／小澤俊朗編                                                               | 金 |
| 1999 | 47 | 5/12          | 小澤俊朗 | II:レイディアント・マーチ 今井聡                                                                                                | 「交響三章」より 第3楽章 三善晃／小澤俊朗編                                                                                     | 金 |

### 2000年 - 2009年
| 年   | 回 | 出演順 団体数       | 指揮者              | 課題曲                                     | 自由曲                                                            | 賞                  |
| ---- | -- | ------------------- | ------------------- | ------------------------------------------ | ----------------------------------------------------------------- | ------------------- |
| 2000 | 48 | 3出制度により不出場 | 3出制度により不出場 | 3出制度により不出場                        | 3出制度により不出場                                               | 3出制度により不出場 |
| 2001 | 49 | 8/12                | 小澤俊朗            | II:平和への行列 戸田顕                     | ⋯そしてどこにも山の姿はない シュワントナー                        | 金                  |
| 2002 | 50 | 10/12               | 小澤俊朗            | I:吹奏楽のためのラメント 高昌帥            | バレエ音楽「中国の不思議な役人」より バルトーク／小澤俊朗編       | 金                  |
| 2003 | 51 | 1/12                | 小澤俊朗            | I:ウィナーズ-吹奏楽のための行進曲 諏訪雅彦 | かわいい女 田村文生                                               | 金                  |
| 2004 | 52 | 3出制度により不出場 | 3出制度により不出場 | 3出制度により不出場                        | 3出制度により不出場                                               | 3出制度により不出場 |
| 2005 | 53 | 5/12                | 小澤俊朗            | I:パクス・ロマーナ 松尾善雄                | 楽劇「サロメ」より 7つのヴェールの踊り R.シュトラウス／小澤俊朗編 | 金                  |
| 2006 | 54 | 5/12                | 小澤俊朗            | III:パルセイション 木下牧子                | 残酷メアリー 田村文生                                             | 金                  |
| 2007 | 55 | 7/12                | 小澤俊朗            | V:ナジム・アラビー 松尾善雄                | 「交響三章」より 第3楽章 三善晃／小澤俊朗編                       | 金                  |
| 2008 | 56 | 3出制度により不出場 | 3出制度により不出場 | 3出制度により不出場                        | 3出制度により不出場                                               | 3出制度により不出場 |
| 2009 | 57 | 5/12                | 小澤俊朗            | V:躍動する魂〜吹奏楽のための 江原大介      | ウインドオーケストラのためのマインドスケープ 高昌帥               | 金                  |

### 2010年 - 2019年
| 年   | 回 | 出演順 団体数       | 指揮者              | 課題曲                                         | 自由曲                                                            | 賞                  |
| ---- | -- | ------------------- | ------------------- | ---------------------------------------------- | ----------------------------------------------------------------- | ------------------- |
| 2010 | 58 | 1/12                | 小澤俊朗            | V:吹奏楽のためのスケルツォ第2番《夏》 鹿野草平 | ヴァニタス 高昌帥                                                 | 金                  |
| 2011 | 59 | 11/13               | 小澤俊朗            | V:「薔薇戦争」より 戦場にて 山口哲人           | ディオニソスの祭 シュミット                                       | 金                  |
| 2012 | 60 | 3出制度により不出場 | 3出制度により不出場 | 3出制度により不出場                            | 3出制度により不出場                                               | 3出制度により不出場 |
| 2013 | 61 | 10/12               | 小澤俊朗            | V:流沙 広瀬正憲                                | 魁響の譜 三善晃／小澤俊朗編                                       | 金                  |
| 2014 | 62 | 10/12               | 小澤俊朗            | V:きみは林檎の樹を植える 谷地村博人            | バレエ音楽「中国の不思議な役人」より バルトーク／小澤俊朗編       | 金                  |
| 2015 | 63 | 11/12               | 小澤俊朗            | V:暁闇の宴 朴守賢                              | 楽劇「サロメ」より 7つのヴェールの踊り R.シュトラウス／小澤俊朗編 | 金                  |
| 2016 | 64 | 2/13                | 小澤俊朗            | V:焔 島田尚美                                  | BACHの名による幻想曲とフーガ リスト／田村文生編                   | 金                  |
| 2017 | 65 | 5/13                | 小澤俊朗            | V:メタモルフォーゼ〜吹奏楽のために 川合清裕    | ウインドオーケストラのためのマインドスケープ 高昌帥               | 金                  |
| 2018 | 66 | 1/13                | 小澤俊朗            | V:エレウシスの祭儀 咲間貴裕                    | 3つの交響的素描「海」より 風と海との対話 ドビュッシー／小澤俊朗編 | 金                  |
| 2019 | 67 | 8/13                | 小澤俊朗            | Ⅴ:ビスマス・サイケデリアI 日景貴文             | 「交響三章」より 第3楽章 三善晃／小澤俊朗編                       | 銀                  |

### 2020年 -
| 年   | 回 | 出演順 団体数 | 指揮者   | 課題曲                                                            | 自由曲                                          | 賞 |
| ---- | -- | ------------- | -------- | ----------------------------------------------------------------- | ----------------------------------------------- | -- |
| 2021 | 69 | 5/13          | 小澤俊朗 | Ⅴ:吹奏楽のための「幻想曲」－アルノルト・シェーンベルク讃 尾方凜斗 | 吹奏楽のための風景詩「陽が昇るとき」より 高昌帥 | 金 |

## 全日本アンサンブルコンテストの成績
| 年   | 回 | 編成               | 曲目(作曲者)                                                    | 賞       |
| ---- | -- | ------------------ | --------------------------------------------------------------- | -------- |
| 1978 | 1  | 金管八重奏         | 第一旋法によるカンツォン（G.ガブリエリ）                        | 銀       |
| 1980 | 3  | 木管四重奏         | 「四重奏曲変ホ長調」より（C.シュターミッツ）                    | 銀       |
| 2004 | 27 | クラリネット四重奏 | 「オーディションのための6つの小品」より（J.M.ドゥファイ）       | 金       |
| 2007 | 30 | 木管五重奏         | 木管五重奏のための「6つのバガテル」より I、II、VI（G.リゲティ） | 金       |
| 2008 | 31 | 金管八重奏         | 「ロンドンの小景」より V、VI（G.ラングフォード）                | 金       |
| 2009 | 32 | クラリネット四重奏 | 「バードウォッチング」より I、III、VI、V（M.ヘンリー）          | 金       |
| 2011 | 34 | クラリネット四重奏 | 野宮（磯崎敦博）                                                | 金       |
| 2012 | 35 | クラリネット四重奏 | 「オーディションのための6つの小品」より（J.M.ドゥファイ）       | 金       |
| 2013 | 36 | 金管八重奏         | 金管八重奏曲（高昌帥）                                          | 銅       |
| 2015 | 38 | クラリネット四重奏 | 兜率の憂い（磯崎敦博）                                          | 金       |
| 2016 | 39 | クラリネット四重奏 | 「オーディションのための6つの小品」より（J.M.ドゥファイ）       | 金       |
| 2017 | 40 | 木管三重奏         | 「ディヴェルティメント」より（M.アーノルド）                    | 金       |
| 2018 | 41 | クラリネット三重奏 | 蛇儀礼（尾崎一成）                                              | 銀       |
| 2019 | 42 | 木管三重奏         | 「ディヴェルティメント」より（M.アーノルド）                    | 銀       |
| 2020 | 43 | 金管八重奏         | ジ・エヴァーグリーン・マインド（長生淳）                        | [ 注 1 ] |

## 公演・出演
- よこはまパレード - 毎年5月3日に開催、マーチングバンドとして出演《ルート 山下公園前→赤レンガ倉庫前→伊勢佐木町6丁目 全長3.4km》
  - はまっパレ大賞2回受賞
    - 第58回（2010年）[13]
    - 第62回（2014年）

  - 準はまっパレ大賞4回受賞
    - 第60回（2012年）
    - 第61回（2013年）
    - 第65回（2017年）
    - 第72回（2024年）
- サマーコンサート - 毎年6月頃、横浜みなとみらいホール 大ホールで開催[14]
- 定期演奏会 - 毎年1月頃、横浜みなとみらいホール 大ホールまたは東京芸術劇場 コンサートホールで開催
- 21世紀の吹奏楽“響宴” - 毎年3月頃、文京シビックホール 大ホールで開催 ホストバンドとして過去22回開催の中で19回出演
- 地方公演 - 毎年各地方で開催
- その他 - 大学入学式(パシフィコ横浜)やオープンキャンパスでの学内演奏、東京ディズニーリゾートでの演奏、録音や録画、依頼演奏など

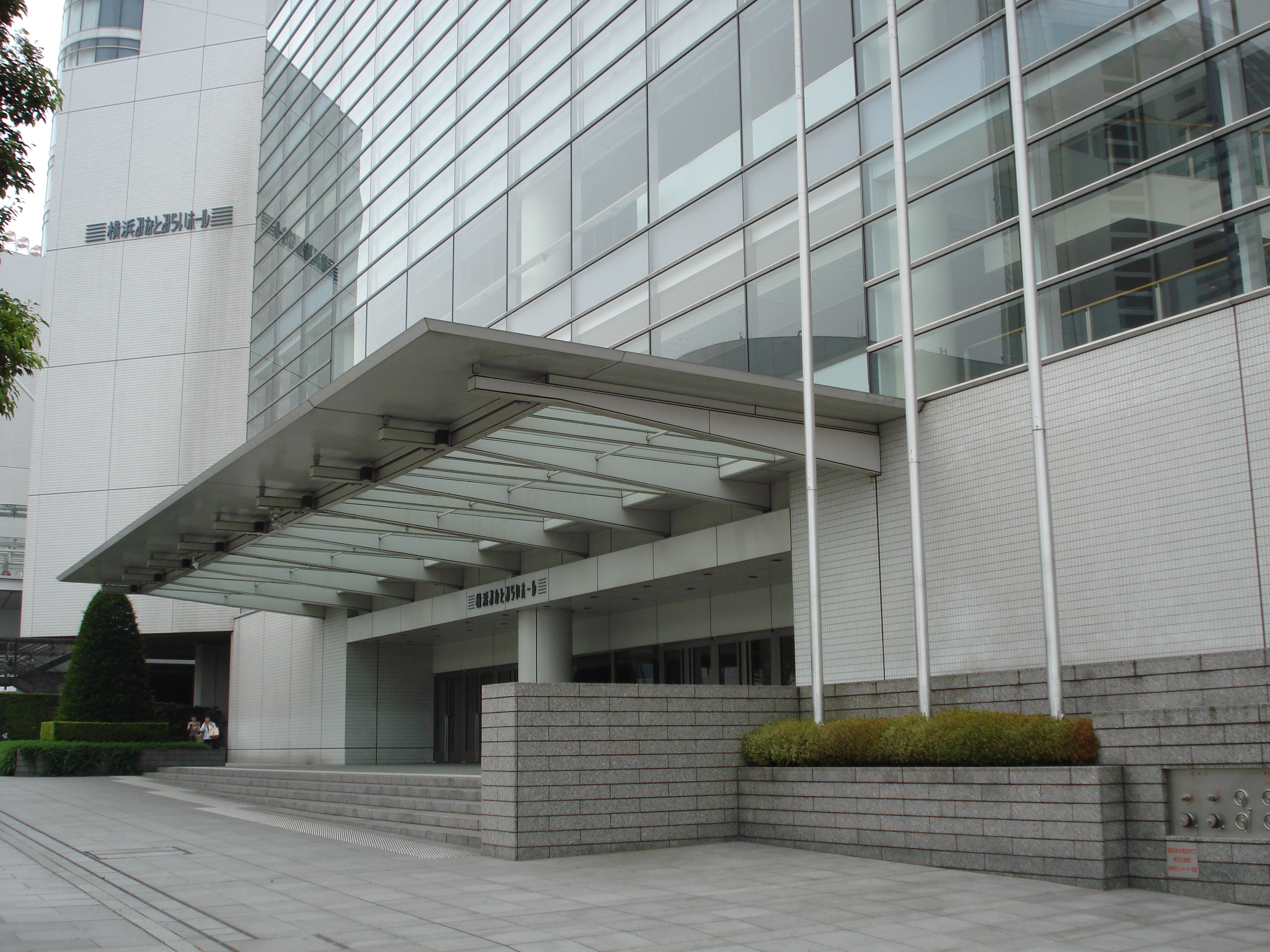
横浜みなとみらいホール
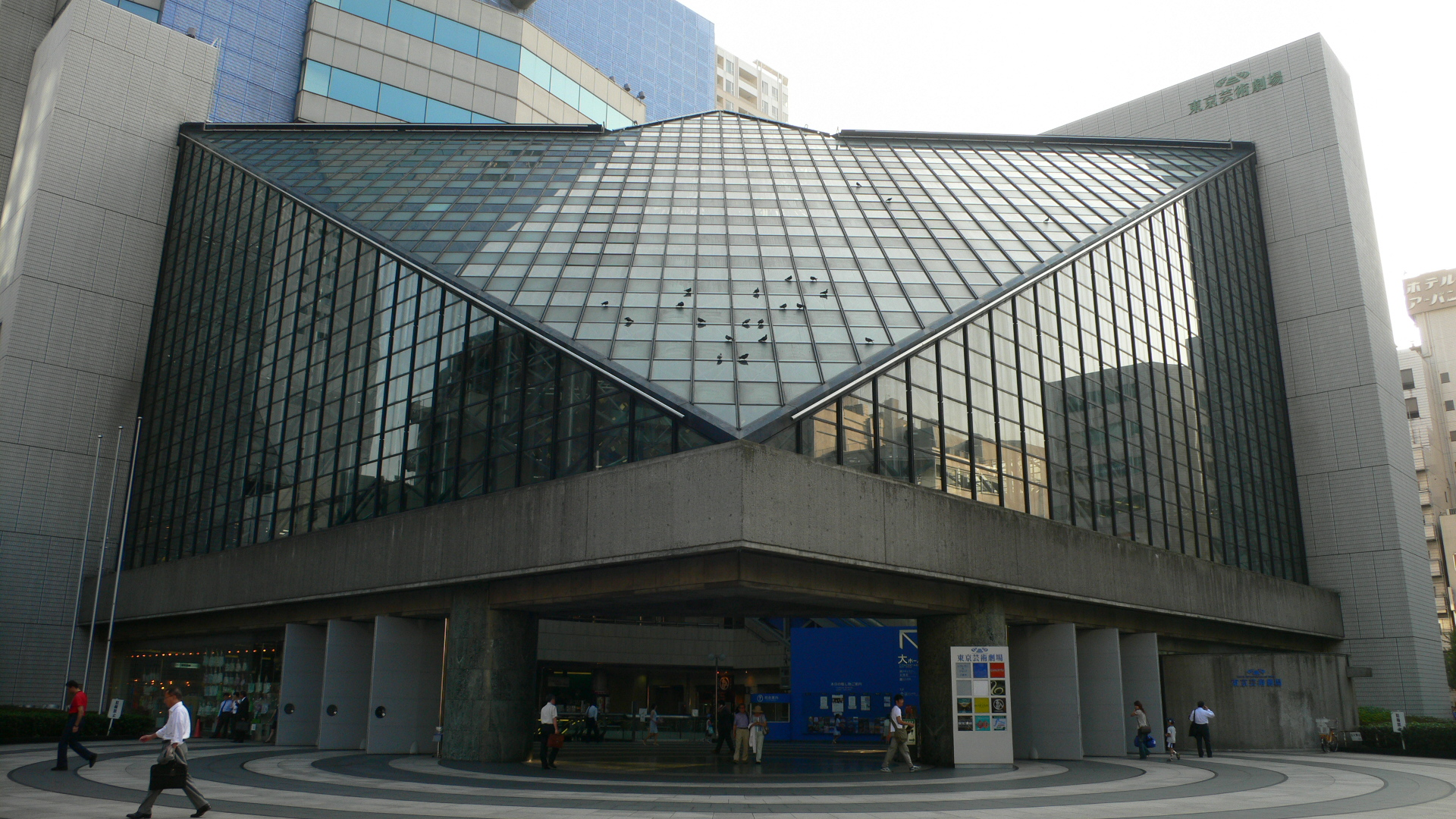
東京芸術劇場

## 演奏会の日程・曲目

### レギュラーコンサート
| タイトル 日程 会場 | 曲目 | 曲目 |
| --- | --- | --- |
| 2009サマーコンサート 2009年6月12日(金) 横浜みなとみらいホール 大ホール | | |
| I部 | | |
| 祝典序曲「未来への翼」（福島弘和） | | |
| 閾下の桜樹 吹奏楽のための（中橋愛生） | | |
| 吹奏楽のための第一組曲（ホルスト） I.シャコンヌ II.間奏曲 III.マーチ | | |
| 歌劇「雪娘」より 道化師の踊り（チァイコフスキー／E.クレーマー編） | | |
| 横浜市歌（作詞:森林太郎(森鷗外) 作曲:南能衛） | | |
| II部 | | |
| （2009年全日本吹奏楽コンクール課題曲より） Ⅳ.マーチ「青空と太陽」（藤代敏裕） I.16世紀のシャンソンによる変奏曲（諏訪雅彦） III.ネストリアン・モニュメント（平田智暁） Ⅴ.躍動する魂〜吹奏楽のための（江原大介） II.コミカル★パレード（島田尚美）   | | |
| エル・カミーノ・レアル（A.リード） | | |
| アンコール | | |
| ベイ・ブリーズ（真島俊夫） | | |
| 美空ひばりメドレー（真島俊夫編曲） | | |
| 星条旗よ永遠なれ（J.P.スーザ） | | |
| 第45回定期演奏会 2010年1月4日(金) 横浜みなとみらいホール 大ホール | | |
| I部 | | |
| バレエ音楽「パリの喜び」より （オッフェンバック、ロザンタール／小長谷宗一編） 序曲 ポルカ ワルツ マーチ カンカン | | |
| ディオニソスの祭（F.シュミット） | | |
| 行進曲「サンブル・エ・ミューズ連隊」 （プランケット／ラウスキ編） | | |
| II部 | | |
| 吹奏楽のための交響詩「波の見える風景」 （真島俊夫） | | |
| 大樹の歌 -ブラジルと日本の友好の年輪へ- マリンバとバンドのための協奏曲（真島俊夫） I.航海 II.郷愁 III.結実の祭り | | |
| マリンバ独奏:間奏曲「熊蜂の飛行」（リムスキー=コルサコフ） | | |
| ニライカナイの海から〈委嘱作品 初演〉（真島俊夫） | | |
| アンコール | | |
| グラデュエーション・デイ・マーチ（真島俊夫） | | |
| 美空ひばりメドレー（真島俊夫編曲） | | |
| 星条旗よ永遠なれ（J.P.スーザ） | | |
| 2010サマーコンサート 2010年6月10日(木) 横浜みなとみらいホール 大ホール | | |
| I部 | | |
| 4つのスコットランド舞曲（アーノルド） | | |
| アンティフォナーレー金管六重奏とバンドのための（ネリベル） | | |
| パガニーニの主題による狂想曲（ラフマニノフ） | | |
| II部 | | |
| 吹奏楽のための序曲（兼田敏） | | |
| （2010年度全日本吹奏楽コンクール課題曲より） I.迷走するサラバンド（広瀬正憲） II.オーディナリー・マーチ（高橋宏樹） III.吹奏楽のための民謡「うちなーのてぃだ」（長野雄行） Ⅳ.汐風のマーチ（田嶋勉）                                               | | |
| 谺響する時の峡谷（中橋愛生） | | |
| アンコール | | |
| 雷鳴と稲妻（J.シュトラウスII世） | | |
| 美空ひばりの想い出（真島俊夫編曲） | | |
| 星条旗よ永遠なれ（J.P.スーザ） | | |
| 第46回定期演奏会 2011年1月4日(火) 東京芸術劇場 コンサートホール | | |
| I部 | | |
| 楽劇「ニュルンベルクのマイスタージンガー」より 第一幕への前奏曲（ワーグナー） | | |
| 吹奏楽のための組曲（兼田敏） I.前奏曲 II.ワルツ III.間奏曲 Ⅳ.終曲 | | |
| マーチ!マーチ!（兼田敏） | | |
| ウインドオーケストラのためのヴァニタス（高昌帥） | | |
| II部 | | |
| バレエ音楽「三角帽子」パート1（ファリャ／保科洋編） 序奏 昼下がり 粉屋の踊り | | |
| 復興（保科洋） | | |
| 歌劇「アイーダ」第二幕より 凱旋場（ヴェルディ） | | |
| アンコール | ラデツキー行進曲（J.シュトラウスⅠ世） | |
| アンコール | 美空ひばりの想い出（真島俊夫編曲） | |
| アンコール | 星条旗よ永遠なれ（J.P.スーザ） | |
| アンコール | 2011サマーコンサート 2011年6月9日(木) 横浜みなとみらいホール 大ホール | |
| I部 | | |
| 《Opening Stage》サモン ザ ヒーロー（J.ウィリアムズ） | | |
| 序曲「ローマの謝肉祭」（ベルリオーズ） | | |
| 歌劇「ジョコンダ」より 時の踊り（ポンキエッリ） | | |
| ニュー シネマ パラダイス（モリコーネ／真島俊夫編） | | |
| 交響詩「ローマの松」より アッピア街道の松（レスピーギ） | | |
| II部 | | |
| （2011年度全日本吹奏楽コンクールより） I.マーチ「ライブリー アヴェニュー」（堀田庸元） II.天国の島（佐藤博昭） III.シャコンヌ S（新実徳英） Ⅳ.南風のマーチ（渡口公康） Ⅴ.「薔薇戦争」より 戦場にて（山口哲人）                                    | | |
| 三つのジャポニスム（真島俊夫） I.鶴が舞う II.雪の川 III.祭り | | |
| アンコール | トゥーランドット 〜フニクリ・フニクラ （プッチーニ／デンツァ） | |
| アンコール | 美空ひばりの想い出（真島俊夫編曲） | |
| アンコール | 星条旗よ永遠なれ（J.P.スーザ） | |
| アンコール | 第47回定期演奏会 2012年1月8日(日) 横浜みなとみらいホール 大ホール | |
| I部 | | |
| 祝典序曲（ショスタコーヴィチ） | | |
| ディオニソスの祭（シュミット） | | |
| “地球”-美しき惑星-（真島俊夫） | | |
| II部 | | |
| 歌劇「魔笛」序曲（モーツァルト） | | |
| 交響詩「わが祖国」より モルダウ（スメタナ） | | |
| 交響詩「ローマの松」（レスピーギ） | | |
| アンコール | フニクリ・フニクラ（デンツァ） | |
| アンコール | 美空ひばりの想い出（真島俊夫編曲） | |
| アンコール | 星条旗よ永遠なれ（J.P.スーザ） | |
| アンコール | 2012サマーコンサート 2012年6月7日(木) 横浜みなとみらいホール 大ホール | |
| I部 | | |
| 幻想曲 ト長調（J.S.バッハ） | | |
| ユーモレスク（高昌帥） | | |
| （2012年度全日本吹奏楽コンクール課題曲より） IV.行進曲「希望の空」（和田信） III. 吹奏楽のための綺想曲「じゅげむ（足立正） II.行進曲「よろこびへ歩きだせ」（土井康司） I.さくらのうた（福田洋介）                                                 | | |
| 交響詩「わが祖国」より モルダウ（スメタナ） | | |
| II部 | | |
| 喜歌劇「こうもり」序曲（J.シュトラウスII世） | | |
| 復興（保科洋） | | |
| アルメニアンダンス パートI（A.リード） | | |
| アンコール | | |
| 旧友（カール・タイケ） | | |
| 美空ひばりの想い出（真島俊夫編曲） | | |
| 星条旗よ永遠なれ（J.P.スーザ） | | |
| 第48回定期演奏会 2013年1月6日(日) 横浜みなとみらいホール 大ホール | | |
| I部 | | |
| リバティ ファンファーレ（J.ウィリアムズ） | | |
| 歌劇「タンホイザー」序曲（R.ワーグナー） | | |
| 優しい花たちへ（高昌帥） | | |
| リンカンシャーの花束（グレインジャー） | | |
| II部 | | |
| 喜歌劇「軽騎兵」序曲（スッペ） | | |
| 吹奏楽のためのバラードI（兼田敏） | | |
| 交響詩「ティルオイレンシュピーゲルの愉快ないたずら」 （R.シュトラウス） | | |
| アンコール | | |
| 雷鳴と稲妻（J.シュトラウスII世） | | |
| 美空ひばりの想い出（真島俊夫編曲） | | |
| 星条旗よ永遠なれ（J.P.スーザ） | | |
| 2013サマーコンサート 2013年6月14日(金) 横浜みなとみらいホール 大ホール | | |
| I部 | | |
| 「運命の力」序曲（ヴェルディ／チェザリーニ編曲） | | |
| プレリュードとフーガ（堀田庸元） | | |
| （2013年度全日本吹奏楽コンクール課題曲より） IV.エンターテインメント・マーチ（川北栄樹） V.流沙（広瀬正憲） | | |
| エッセイ（高昌帥） | | |
| II部 | | |
| 4つのスコットランド舞曲（アーノルド） | | |
| ジブリ・メドレー（真島俊夫編曲） | | |
| I.勇者のマズルカ（三澤慶） II.祝典行進曲「ライジング・サン」（白岩優拓） | | |
| 歌劇「ローエングリン」より エルザの大聖堂の行列（R.ワーグナー） | | |
| アンコール | | |
| III. 復興への序曲「夢の明日に」（岩井直溥） | | |
| 美空ひばりの想い出（真島俊夫編曲） | | |
| 星条旗よ永遠なれ（J.P.スーザ） | | |
| 第49回定期演奏会 2014年1月5日(日) 東京芸術劇場 コンサートホール | I部 | |
| 第49回定期演奏会 2014年1月5日(日) 東京芸術劇場 コンサートホール | I部 | 1964 東京オリンピック・ファンファーレ、オリンピック・マーチ （今井光也／古関裕而）                               |
| 第49回定期演奏会 2014年1月5日(日) 東京芸術劇場 コンサートホール | I部 | 魁響の譜（三善晃）                                                                                               |
| 第49回定期演奏会 2014年1月5日(日) 東京芸術劇場 コンサートホール | I部 | レント・ラメントーソ -すべての涙のなかに、希望がある(ボーヴォワール)-（真島俊夫）                                |
| 第49回定期演奏会 2014年1月5日(日) 東京芸術劇場 コンサートホール | II部 | |
| 第49回定期演奏会 2014年1月5日(日) 東京芸術劇場 コンサートホール | アルプス交響曲 作品64（R.シュトラウス） 夜 日の出 山登り 森に入る 小川に沿って歩む 滝 幻影 花咲く草原で 山の牧場で 林で道に迷う 氷河にて 危険な瞬間 頂上にて 景観 霧が湧いてくる 次第に陽がかげる 哀歌 嵐の前の静けさ 雷雨と嵐、下山 日没 エピローグ 夜 | |
| 第49回定期演奏会 2014年1月5日(日) 東京芸術劇場 コンサートホール | アンコール | |
| 第49回定期演奏会 2014年1月5日(日) 東京芸術劇場 コンサートホール | 雷鳴と稲妻（J.シュトラウスII世） | |
| 第49回定期演奏会 2014年1月5日(日) 東京芸術劇場 コンサートホール | 美空ひばりの思い出（真島俊夫編曲） | |
| 第49回定期演奏会 2014年1月5日(日) 東京芸術劇場 コンサートホール | 星条旗よ永遠なれ（J.P.スーザ） | |
| 2014サマーコンサート 2014年6月12日(木) 横浜みなとみらいホール 大ホール | | |
| I部 | | |
| 行進曲「博奕岬の光」（酒井格） | | |
| シンフォニックバンドのためのパッサカリア（兼田敏） | | |
| （2014年度全日本吹奏楽コンクール課題曲より） I.最果ての城のゼビア（中西英介） II.行進曲「勇気のトビラ」（高橋宏樹） | | |
| 吹奏楽のための組曲“ヨコスカの海と風”（小長谷宗一） I.戦艦 II.歌 III.どぶ板通り | | |
| II部 | | |
| 吹奏楽のための木挽歌（小山清茂） | | |
| III.「斎太郎節」の主題による幻想曲（合田佳代子） IV.コンサートマーチ「青葉の街で」（小林武夫） V.きみは林檎の木を植える（谷地村博人） | | |
| ニライカナイの海から（真島俊夫） | | |
| アンコール | | |
| 海（作詞:林柳波 作曲:井上武士） | | |
| ベイ・ブリーズ（真島俊夫） | | |
| 美空ひばりの思い出（真島俊夫編曲） | | |
| 星条旗よ永遠なれ（J.P.スーザ） | | |
| 第50回定期演奏会 2015年1月9日(金) サントリーホール | I部 | |
| 第50回定期演奏会 2015年1月9日(金) サントリーホール | I部 | 祝典前奏曲 作品61（R.シュトラウス）                                                                              |
| 第50回定期演奏会 2015年1月9日(金) サントリーホール | I部 | バンドのためのディヴェルティメント（兼田敏）                                                                     |
| 第50回定期演奏会 2015年1月9日(金) サントリーホール | I部 | 古祀（保科洋）                                                                                                   |
| 第50回定期演奏会 2015年1月9日(金) サントリーホール | I部 | バレエ音楽「三角帽子」パート2（ファリャ／保科洋編） 粉屋の踊り 終幕の踊り                                        |
| 第50回定期演奏会 2015年1月9日(金) サントリーホール | II部 | |
| 第50回定期演奏会 2015年1月9日(金) サントリーホール | ゴールデン ジュビリー（J.P.スーザ） | |
| 第50回定期演奏会 2015年1月9日(金) サントリーホール | 鳳凰が舞う〜印象:京都、石庭、金閣寺〜（真島俊夫） | |
| 第50回定期演奏会 2015年1月9日(金) サントリーホール | 交響詩「ローマの松」（レスピーギ） I.ボルゲーゼ庭園の松 II.カタコンベの傍らの松 III.ジャニコロの丘の松 Ⅳ.アッピア街道の松 | |
| 第50回定期演奏会 2015年1月9日(金) サントリーホール | アンコール | |
| 第50回定期演奏会 2015年1月9日(金) サントリーホール | 行進曲「威風堂々」第1番 作品39（エルガー） | |
| 第50回定期演奏会 2015年1月9日(金) サントリーホール | 美空ひばりの思い出（真島俊夫編曲） | |
| 第50回定期演奏会 2015年1月9日(金) サントリーホール | 星条旗よ永遠なれ（J.P.スーザ） | |
| 2015サマーコンサート 2015年6月12日(金) 横浜みなとみらいホール 大ホール | | |
| I部 | | |
| II.マーチ「春の道を歩こう」（佐藤邦宏） | | |
| 「詩人と農夫」序曲（スッペ） | | |
| 交響詩「フィンランディア」（シベリウス） | | |
| アルメニアンダンス パートI（A.リード） | | |
| II部 | | |
| ウインドジャマー（真島俊夫） | | |
| （2015年度全日本吹奏楽コンクール課題曲より） III.秘儀III -旋回舞踊のためのヘテロフォニー（西村朗） IV.マーチ「プロヴァンスの風」（田坂直樹） V.暁闇の宴（朴守賢）                                                                                 | | |
| 三つのジャポニスム（真島俊夫） I.鶴が舞う II.雪の川 III.祭り | | |
| アンコール | | |
| 花は咲く（作詞:岩井俊二／作曲:菅野よう子） | | |
| 雷鳴と稲妻（J.シュトラウスII世） | | |
| 星条旗よ永遠なれ（J.P.スーザ） | | |
| 第51回定期演奏会 2016年1月4日(月) 横浜みなとみらいホール 大ホール | I部 | |
| 第51回定期演奏会 2016年1月4日(月) 横浜みなとみらいホール 大ホール | I部 | ウィーン市祝典曲（R.シュトラウス）                                                                               |
| 第51回定期演奏会 2016年1月4日(月) 横浜みなとみらいホール 大ホール | I部 | 富士山 ー北斎の版画に触発されて（真島俊夫）                                                                      |
| 第51回定期演奏会 2016年1月4日(月) 横浜みなとみらいホール 大ホール | I部 | バーズーアルトサクソフォンと吹奏楽のための協奏曲（真島俊夫） I.スワロー II.シーガル III.フェニックス             |
| 第51回定期演奏会 2016年1月4日(月) 横浜みなとみらいホール 大ホール | I部 | サクソフォン独奏:アディオス・ノニーノ（ピアソラ）                                                                |
| 第51回定期演奏会 2016年1月4日(月) 横浜みなとみらいホール 大ホール | II部 | |
| 第51回定期演奏会 2016年1月4日(月) 横浜みなとみらいホール 大ホール | スターズ・アトランピック'96（三善晃） I.出会い II.哀歓 III.祝祭 | |
| 第51回定期演奏会 2016年1月4日(月) 横浜みなとみらいホール 大ホール | 吹奏楽のためのバラードV（兼田敏） | |
| 第51回定期演奏会 2016年1月4日(月) 横浜みなとみらいホール 大ホール | 風紋 (原典版)（保科洋） | |
| 第51回定期演奏会 2016年1月4日(月) 横浜みなとみらいホール 大ホール | 楽劇「サロメ」より 7つのヴェールの踊り（R.シュトラウス） | |
| 第51回定期演奏会 2016年1月4日(月) 横浜みなとみらいホール 大ホール | アンコール | |
| 第51回定期演奏会 2016年1月4日(月) 横浜みなとみらいホール 大ホール | ラデツキー行進曲（J.シュトラウスⅠ世） | |
| 第51回定期演奏会 2016年1月4日(月) 横浜みなとみらいホール 大ホール | 美空ひばりの思い出（真島俊夫編曲） | |
| 第51回定期演奏会 2016年1月4日(月) 横浜みなとみらいホール 大ホール | 星条旗よ永遠なれ（J.P.スーザ） | |
| 2016サマーコンサート 2016年6月10日(金) 横浜みなとみらいホール 大ホール | | |
| I部 | | |
| 喜歌劇「軽騎兵」序曲（スッペ） | | |
| ダンス フロム ザ イースト（ドス） | | |
| 富士山 ー北斎の版画に触発されて（真島俊夫） | | |
| トッカータとフーガ ニ短調（J.S.バッハ） | | |
| II部 | | |
| エグモント序曲（ベートーヴェン） | | |
| （2016年度全日本吹奏楽コンクール課題曲より） I.マーチ・スカイブルー・ドリーム（矢藤学） II.スペインの市場で（山本雅一） III.ある英雄の記憶 〜「虹の国と氷の国」より（西村友） IV.マーチ「クローバーグラウンド」（鹿島康奨） V.焔（島田尚美）      | | |
| 行進曲「南鳥島の光」（酒井格） | | |
| アンコール | | |
| 五月の風（真島俊夫） | | |
| 美空ひばりの思い出（真島俊夫編曲） | | |
| 星条旗よ永遠なれ（J.P.スーザ） | | |
| 第52回定期演奏会 2017年1月4日(水) 東京芸術劇場 コンサートホール | I部 | |
| 第52回定期演奏会 2017年1月4日(水) 東京芸術劇場 コンサートホール | I部 | マーチ「わかくさ」（兼田敏）                                                                                     |
| 第52回定期演奏会 2017年1月4日(水) 東京芸術劇場 コンサートホール | I部 | バッハの名による幻想曲とフーガ（リスト／田村文生編）                                                             |
| 第52回定期演奏会 2017年1月4日(水) 東京芸術劇場 コンサートホール | I部 | 吹奏楽の交響詩「波の見える風景」(改訂新版)（真島俊夫）                                                           |
| 第52回定期演奏会 2017年1月4日(水) 東京芸術劇場 コンサートホール | I部 | 大樹の歌 -ブラジルと日本の友好の年輪へ- マリンバとバンドのための協奏曲（真島俊夫） I.航海 II.郷愁 III.結実の祭り |
| 第52回定期演奏会 2017年1月4日(水) 東京芸術劇場 コンサートホール | II部 | |
| 第52回定期演奏会 2017年1月4日(水) 東京芸術劇場 コンサートホール | 大阪俗謡による幻想曲（大栗裕） | |
| 第52回定期演奏会 2017年1月4日(水) 東京芸術劇場 コンサートホール | 交響曲「ワインダーク・シー」（J.マッキー） I.傲慢 II.儚い永遠の糸 III.魂の叫び | |
| 第52回定期演奏会 2017年1月4日(水) 東京芸術劇場 コンサートホール | アンコール | |
| 第52回定期演奏会 2017年1月4日(水) 東京芸術劇場 コンサートホール | ベイ・ブリーズ（真島俊夫） | |
| 第52回定期演奏会 2017年1月4日(水) 東京芸術劇場 コンサートホール | 美空ひばりの思い出（真島俊夫編曲 | |
| 第52回定期演奏会 2017年1月4日(水) 東京芸術劇場 コンサートホール | 星条旗よ永遠なれ（J.P.スーザ） | |
| 2017サマーコンサート 2017年6月9日(金) 横浜みなとみらいホール 大ホール | | |
| I部 | | |
| 楽劇「ニュルンベルクのマイスタージンガー」より 第一幕への前奏曲（ワーグナー） | | |
| 歌劇「イーゴリ公」より ダッタン人の踊り（ボロディン） | | |
| 吹奏楽のための「パルティータ」（福島弘和） | | |
| 華麗なる舞曲（C.T.スミス） | | |
| II部 | | |
| （2017年度全日本吹奏楽コンクール課題曲より） I.スケルツァンド（江原大介） II.マーチ・シャイニング・ロード（木内涼） III.インテルメッツォ（保科洋） IV.マーチ「春風の通り道」（西山知宏） V.メタモルフォーゼ 〜吹奏楽のために（川合清裕）          | | |
| 五つの沖縄民謡による組曲（真島俊夫） I.てぃんさぐぬ花 II.芭蕉布 III.安里屋ゆんた～谷茶前 | | |
| アンコール | | |
| ジブリメドレー（久石譲作曲 真島俊夫編曲） | | |
| 美空ひばりの思い出（真島俊夫編曲） | | |
| 星条旗よ永遠なれ（J.P.スーザ） | | |
| 第53回定期演奏会 2018年1月4日(木) 横浜みなとみらいホール 大ホール | I部 | |
| 第53回定期演奏会 2018年1月4日(木) 横浜みなとみらいホール 大ホール | I部 | ニューイヤーマーチ（真島俊夫）                                                                                   |
| 第53回定期演奏会 2018年1月4日(木) 横浜みなとみらいホール 大ホール | I部 | 「運命の力」序曲（ヴェルディ／チェザリーニ編曲）                                                                 |
| 第53回定期演奏会 2018年1月4日(木) 横浜みなとみらいホール 大ホール | I部 | ウインドオーケストラのためのマインドスケープ（高昌帥）                                                           |
| 第53回定期演奏会 2018年1月4日(木) 横浜みなとみらいホール 大ホール | I部 | フランス軍隊行進曲（サン=サーンス）                                                                              |
| 第53回定期演奏会 2018年1月4日(木) 横浜みなとみらいホール 大ホール | II部 | |
| 第53回定期演奏会 2018年1月4日(木) 横浜みなとみらいホール 大ホール | 交響曲第3番（バーンズ） I.Lento - Allegro Ritmico Ⅱ.Scherzo - Allegro moderato Ⅲ.Mesto (for Natalie) Ⅳ.Finale - Allegro giocoso | |
| 第53回定期演奏会 2018年1月4日(木) 横浜みなとみらいホール 大ホール | アンコール | |
| 第53回定期演奏会 2018年1月4日(木) 横浜みなとみらいホール 大ホール | ラデツキー行進曲（J.シュトラウスⅠ世） | |
| 第53回定期演奏会 2018年1月4日(木) 横浜みなとみらいホール 大ホール | 美空ひばりの思い出（真島俊夫編曲） | |
| 第53回定期演奏会 2018年1月4日(木) 横浜みなとみらいホール 大ホール | 星条旗よ永遠なれ（J.P.スーザ） | |
| 2018サマーコンサート 2018年6月6日(水) 横浜みなとみらいホール 大ホール | | |
| I部 | | |
| キャンディード序曲（バーンスタイン） | | |
| フランス組曲（ミヨー） 1.ノルマンディ 2.ブルターニュ 3.イル ド フランス 4.アルザス-ロレーヌ 5.プロヴァンス | | |
| イタリア奇想曲（チャイコフスキー） | | |
| II部 | | |
| （2018年度全日本吹奏楽コンクール課題曲より） I.古き森の戦記（塩見康史） II.マーチ・ワンダフル・ヴォヤージュ（一ノ瀬季生） III.吹奏楽のための「ワルツ」（高昌帥） IV.コンサート・マーチ「虹色の未来へ」（郷間幹男） V.エレウシスの祭儀（咲間貴裕） | | |
| 舞踏幻想曲「ハンヤ」（福島弘和） | | |
| ミラージュV（真島俊夫） | | |
| アンコール | | |
| 月の光（ドビュッシー） | | |
| 美空ひばりの思い出（真島俊夫編曲） | | |
| 星条旗よ永遠なれ（J.P.スーザ） | | |
| 第54回定期演奏会 2019年1月4日(金) 東京芸術劇場 コンサートホール | | |
| I部 | | |
| 祝典序曲 Op.96（ショスタコーヴィチ） | | |
| 〈日本の吹奏楽発祥150周年にあたって〉 儀礼曲「君が代」（フェントン） 見よ、勇者は帰りぬ（ヘンデル） 行進曲「大日本」（斉藤丑松） 行進曲「大空」（須磨洋朔） ジュビラーテ（ジェイガー）                                                            | | |
| 3つの交響的素描「海」より Ⅲ.風と海との対話（ドビュッシー） | | |
| II部 | | |
| シンフォニエッタ（ヤナーチェク） 1.Allegretto(ファンファーレ) 2.Andante(城) 3.Moderato(王妃の僧院) 4.Allegretto(街頭) 5.Allegro-Allegretto(市庁舎)                                                                                                | | |
| 巴里の幻影（真島俊夫） 1.サンジェルマン デ プレ 2.メディシスの泉(リュクサンプール公園) 3.モンマルトル-テルトル広場 | | |
| アンコール | | |
| バレエ音楽「パリの喜び」より カンカン（オッフェンバック） | | |
| 美空ひばりの思い出（真島俊夫編曲） | | |
| 星条旗よ永遠なれ（J.P.スーザ） | | |
| 2019サマーコンサート 2019年6月14日(金) 横浜みなとみらいホール 大ホール | | |
| I部 | | |
| 新・祝典行進曲（團伊玖磨） | | |
| 天空を駆ける風神雷神（広瀬正憲） | | |
| 水面に映るグラデーションの空（芳賀傑） | | |
| 4つのスコットランド舞曲（M.アーノルド／J.ペインター） Ⅰ.Pesante Ⅱ.Vivace Ⅲ.Allegretto Ⅳ.Con brio | | |
| II部 | | |
| 風が集う街ー吹奏楽のための祝典讃歌（中橋愛生） | | |
| （2019年度全日本吹奏楽コンクール課題曲より） I.「あんたがたどこさ」の主題による幻想曲（林大地） II.マーチ「エイプリル・リーフ」（近藤悠介） III.行進曲「春」（福島弘和） IV.行進曲「道標の先に」（岡田康汰）                                      | | |
| モリコーネ・パラダイス（E.モリコーネ／真島俊夫） | | |
| 祝典舞曲（保科洋） | | |
| アンコール | | |
| バーナムとベイリーのお気に入り（K.キング／G.C.ベイナム） | | |
| 美空ひばりの思い出（真島俊夫編曲） | | |
| 星条旗よ永遠なれ（J.P.スーザ） | | |
| 第55回定期演奏会 2020年1月5日(日) 東京芸術劇場 コンサートホール | I部 | |
| 第55回定期演奏会 2020年1月5日(日) 東京芸術劇場 コンサートホール | I部 | 1964 東京オリンピック・ファンファーレ、オリンピック・マーチ （今井光也／古関裕而）                               |
| 第55回定期演奏会 2020年1月5日(日) 東京芸術劇場 コンサートホール | I部 | シャコンヌ（J.S.バッハ）                                                                                         |
| 第55回定期演奏会 2020年1月5日(日) 東京芸術劇場 コンサートホール | I部 | チューバと吹奏楽のための協奏曲（G.ジーク）                                                                       |
| 第55回定期演奏会 2020年1月5日(日) 東京芸術劇場 コンサートホール | I部 | 交響三章 より 第3楽章（三善晃）                                                                                  |
| 第55回定期演奏会 2020年1月5日(日) 東京芸術劇場 コンサートホール | II部 | |
| 第55回定期演奏会 2020年1月5日(日) 東京芸術劇場 コンサートホール | 組曲「展覧会の絵」（M.ムソルグスキー／M.ラヴェル） プロムナード 1.小人 プロムナード 2.古城 II プロムナード 3.チュイルリー 4.ビドロ プロムナード 5.卵の殻をつけたひなの踊り 6.サミュエル ゴールデンベルクとシュミイレ 7.リモージュの市場 8.カタコンブ（ローマ時代の墓地） 死せる言葉による死者への呼びかけ 9.鶏の足の上の小屋（バーバ・ヤガ） 10.キエフの大門 | |
| 第55回定期演奏会 2020年1月5日(日) 東京芸術劇場 コンサートホール | アンコール | |
| 第55回定期演奏会 2020年1月5日(日) 東京芸術劇場 コンサートホール | 雷鳴と稲妻（J.シュトラウスII世） | |
| 第55回定期演奏会 2020年1月5日(日) 東京芸術劇場 コンサートホール | 美空ひばりの思い出（真島俊夫編曲） | |
| 第55回定期演奏会 2020年1月5日(日) 東京芸術劇場 コンサートホール | 星条旗よ永遠なれ（J.P.スーザ） | |

### その他
| タイトル 日程 会場 | 曲目 |
| --- | ---- |
| ジャパンバンドクリニック(2日目) イブニングコンサートII 2019年5月18日(土) アクトシティ浜松 大ホール                                                                           |      |
| 4つのスコットランド舞曲 ／ M.アーノルド（J.ペインター） Fourth Scottish Dances Ⅰ.Pesante Ⅱ.Vivace Ⅲ.Allegretto Ⅳ.Con brio                                                    |      |
| フランス軍隊行進曲 ／ C.サン=サーンス（小澤俊朗） Marche Militaire Française                                                                                                 |      |
| 風が集う街ー吹奏楽のための祝典讃歌 ／中橋愛生 Windy City,Festive Hymn for Symphonic Band （日本吹奏楽指導者クリニック50周年記念委嘱作品）                                    |      |
| 水面に映るグラデーションの空 ／ 芳賀傑 Le Ciel dégradé se dissout à la surface dé l'eau （2018年第6回仏クードヴァン国際交響吹奏楽作曲コンクール第1位ならびに聴衆賞受賞作品） |      |
| モリコーネ・パラダイス ／ E.モリコーネ（真島俊夫） Morricone Paradiso ［マリンバソロ］SINSKE                                                                                 |      |
| 吹奏楽のための序曲 ／ 兼田敏 Overture for Symphonic Band |      |
| 祝典舞曲 ／ 保科洋 Ceremonial Dance for Band ［客演指揮］保科洋 |      |
| ミラージュⅤ ／ 真島俊夫 Mirage Ⅴ |      |
| バーナムとベイリーのお気に入り ／K.キング（G.C.ベイナム） Barnum and Bailey's Favorite March                                                                                 |      |

## 地方公演の日程
| 年   | 月日/時間                 | 会場                                          |
| ---- | ------------------------- | --------------------------------------------- |
| 2007 | 11月17日(土)/18:00        | 広島厚生年金会館 (ウェルシティ広島)大ホール   |
| 2007 | 11月18日(日)/14:00        | 松山市民会館 大ホール                         |
| 2008 | 9月8日(月)                | 北見市民会館                                  |
| 2008 | 9月9日(火)                | 遠軽町総合体育館                              |
| 2009 | 7月10日(金)/18:30         | 高岡市民会館                                  |
| 2009 | 7月11日(土)/18:00         | 石川県立音楽堂 コンサートホール               |
| 2009 | 7月12日(日)/13:00         | 越前市文化センター                            |
| 2010 | 6月12日(土)/14:00         | 北斗市総合文化センター かなで〜るホール       |
| 2010 | 6月13日(日)/14:00         | 北上市文化交流センター さくらホール・大ホール |
| 2011 | 11月26日(日)/15:00        | 桐生市市民文化会館 シルクホール               |
| 2012 | 7月15日(日)               | 宇都宮市文化会館                              |
| 2012 | 9月15日(土)/18:00         | 鹿児島県文化センター 宝山ホール               |
| 2012 | 9月16日(日)/19:00         | 熊本県立劇場                                  |
| 2013 | 5月25日(土)/13:00         | 出雲市民会館 大ホール                         |
| 2013 | 5月26日(日)/14:00         | アクロス福岡 シンフォニーホール               |
| 2013 | 7月6日(土)/14:00          | ひたちなか市文化会館 大ホール                 |
| 2013 | 7月7日(日)/14:00          | 銚子市青少年文化会館 大ホール                 |
| 2014 | 5月31日(土)/13:00         | りゅ〜とぴあ 新潟市民芸術文化会館             |
| 2014 | 6月1日(日)/14:00          | 金沢歌劇座                                    |
| 2015 | 5月30日(土)/13:00         | 東北大学百周年記念会館 川内萩ホール           |
| 2015 | 5月31日(日)/15:30         | いわき芸術文化交流館アリオス                  |
| 2017 | 6月16日(土) /13:30・15:00 | 国頭村ふれあいセンター                        |
| 2017 | 6月17日(日)/14:00         | 沖縄コンベンションセンター 劇場ホール         |
| 2018 | 6月30日(土)/15:00         | やまぎんホール 大ホール                       |
| 2018 | 7月1日(日)/14:00          | 荘銀タクト鶴岡 大ホール                       |
| 2020 | 6月28日(日)               | 岡山シンフォニーホール                        |

## 関係者

### 指導者・指揮者
- 小澤俊朗 - 名誉音楽監督[15]
- 甘粕宏和 - 指揮者
- 本田百花 - ヘッドコーチ
- 田村優弥-コーチ

### 出身者
- 遠山詠一 - 吹奏楽指導者
- 真島俊夫 - 作曲家
  - 2016年4月21日没。2017年には「神奈川大学吹奏楽部 第52回定期演奏会」と同日同会場でもう一つのコンサート「アプローズ to 真島俊夫」が開催された[16]。

## CD販売
株式会社 CAFUAレコード よりライブ収録で販売。第35回定期演奏会(2000年)から現在まで毎年新作を出している。
| タイトル                                                                           | 回/日程         | 会場                            |
| ---------------------------------------------------------------------------------- | --------------- | ------------------------------- |
| 交響詩「英雄の生涯」                                                               | 第35回 '00 1/8  | 横浜みなとみらいホール 大ホール |
| 交響詩「ローマの松」                                                               | 第36回 '01 1/4  | 東京芸術劇場 コンサートホール   |
| ⋯そしてどこにも山の姿はない                                                        | 第37回 '02 1/12 | 横浜みなとみらいホール 大ホール |
| 吹奏楽のための交響的瞬間                                                           | 第38回 '03 1/5  | 東京芸術劇場 コンサートホール   |
| ハリソンの夢                                                                       | 第39回 '04 1/5  | 横浜みなとみらいホール 大ホール |
| Encore! (オリンピックファンファーレとテーマ、スターウォーズ 他 収録アルバム)       |                 |                                 |
| 3つの交響的素描「海」                                                              | 第40回 '05 1/7  | 横浜みなとみらいホール 大ホール |
| 吹奏楽のための風景詩「陽が昇るとき」                                               | 第41回 '06 1/6  | 横浜みなとみらいホール 大ホール |
| 交響詩「ローマの祭」                                                               | 第42回 '07 1/6  | 東京芸術劇場 コンサートホール   |
| 交響詩「ドンファン」                                                               | 第43回 '08 1/4  | 横浜みなとみらいホール 大ホール |
| Encore! 2 (ビートルズ・フォーエバー、カーペンターズ・フォーエバー 他 収録アルバム) |                 |                                 |
| 交響組曲「寄港地」より                                                             | 第44回 '09 1/4  | 東京芸術劇場 コンサートホール   |
| ディオニソスの祭                                                                   | 第45回 '10 1/8  | 横浜みなとみらいホール 大ホール |
| バレエ音楽「三角帽子」                                                             | 第46回 '11 1/4  | 東京芸術劇場 コンサートホール   |
| 交響詩「わが祖国」より モルダウ                                                    | 第47回 '12 1/8  | 横浜みなとみらいホール 大ホール |
| 交響詩「ティル・オイレンシュピーゲルの愉快ないたずら」                             | 第48回 '13 1/8  | 横浜みなとみらいホール 大ホール |
| アルプス交響曲                                                                     | 第49回 '14 1/5  | 東京芸術劇場 コンサートホール   |
| 威風堂々                                                                           | 第50回 '15 1/9  | サントリーホール 大ホール       |
| 楽劇「サロメ」より 7つのヴェールの踊り                                             | 第51回 '16 1/4  | 横浜みなとみらいホール 大ホール |
| 真島俊夫 meets 神大 (三つのジャポニスム、鳳凰が舞う、富士山 他 3枚組記念アルバム)  |                 |                                 |
| 交響曲「ワインダーク・シー」                                                       | 第52回 '17 1/4  | 東京芸術劇場 コンサートホール   |
| 交響曲第3番                                                                        | 第53回 '18 1/4  | 横浜みなとみらいホール 大ホール |
| シンフォニエッタ                                                                   | 第54回 '19 1/4  | 東京芸術劇場 コンサートホール   |
| 組曲「展覧会の絵」                                                                 | 第55回 '20 1/5  | 東京芸術劇場 コンサートホール   |